# Вануа-Леву
Вануа-Леву (англ. Vanua Levu) — другий по величині островів Фіджі, розташовується в 64 км на північ від острова Віті-Леву, найбільшого острова Фіджі. Найближчий материк Австралія, розміщений за 2900 км. З півдня Вануа-Леву омивається морем.

## Опис
Острів має змішане вулканічне і коралове походження, що представляє собою старий вулканічний матеріал та фрагменти континентальної плити. Також вважається, що острів Вануа-Леву утворився в результаті злиття декількох островів. Площа — 5587.1 кв. Основна частина острова має форму трикутника, довжина — 180 км. Вануа Леву оточений кораловим рифом. Найвища точка — гора Мон-Батіна (1111 м). По всьому острову протікає кілька річок. Острів чудове місце для дайвінгу.

## Клімат
На острові тропічний клімат. Через гірський хребет південне узбережжя острова має вологіший клімат. На північному узбережжі клімат посушливий. Острів суб-версія зворотного зв'язку тропічних циклонів і землетрусів.

## Флора
Вануа-Леву вкрита густою рослинністю, широко розповсюдженні тропічні породи, сандалове дерево і чагарники.

## Історія
Острів Вануа-Леву був відкритий голландським мандрівником Абелем Тасманом в 1643 році. За ним послідував в 1789 році британський капітан Вільям Блай, який рятувався від заколотників корабля «Баунті», які посадили його з вісімнадцятьма членами команди в 23-футовий (7 м) баркас з запасом продовольства і води на кілька днів, секстантом і кишеньковими годинами, але без карт і компаса. У 1797 році Вануа-Леву було досліджено капітаном Джеймсом Вілсоном. Близько 1805 року на березі бухти Мбуа іноземними торговцями стала вестися вирубка сандалового дерева. Але вже до 1815 році постачання острова продовольством було припинено, і аж до 1840 року на ньому висаджувалися тільки китобої. У 1840 році молодий моряк на ім'я Джексон висадився на сусідньому острові Тавеуні, де був прийнятий місцевим вождем. Після цього він досліджував східне і північне узбережжя Вануа-Леву.
Близько 1860-х років на острові вихідцями з Австралії і Нової Зеландії були висаджені плантації кокосової пальми. Аж до Великої депресії копра була основним експортним товаром Вануа-Леву, центром якого стало місто Савусаву. В цей же час індійці заснували місто Ламбаса, що стало основним центром з вирощування цукрової тростини.